# Enicognathus
Enicognathus là một chi chim trong họ Psittacidae.

## Hình ảnh

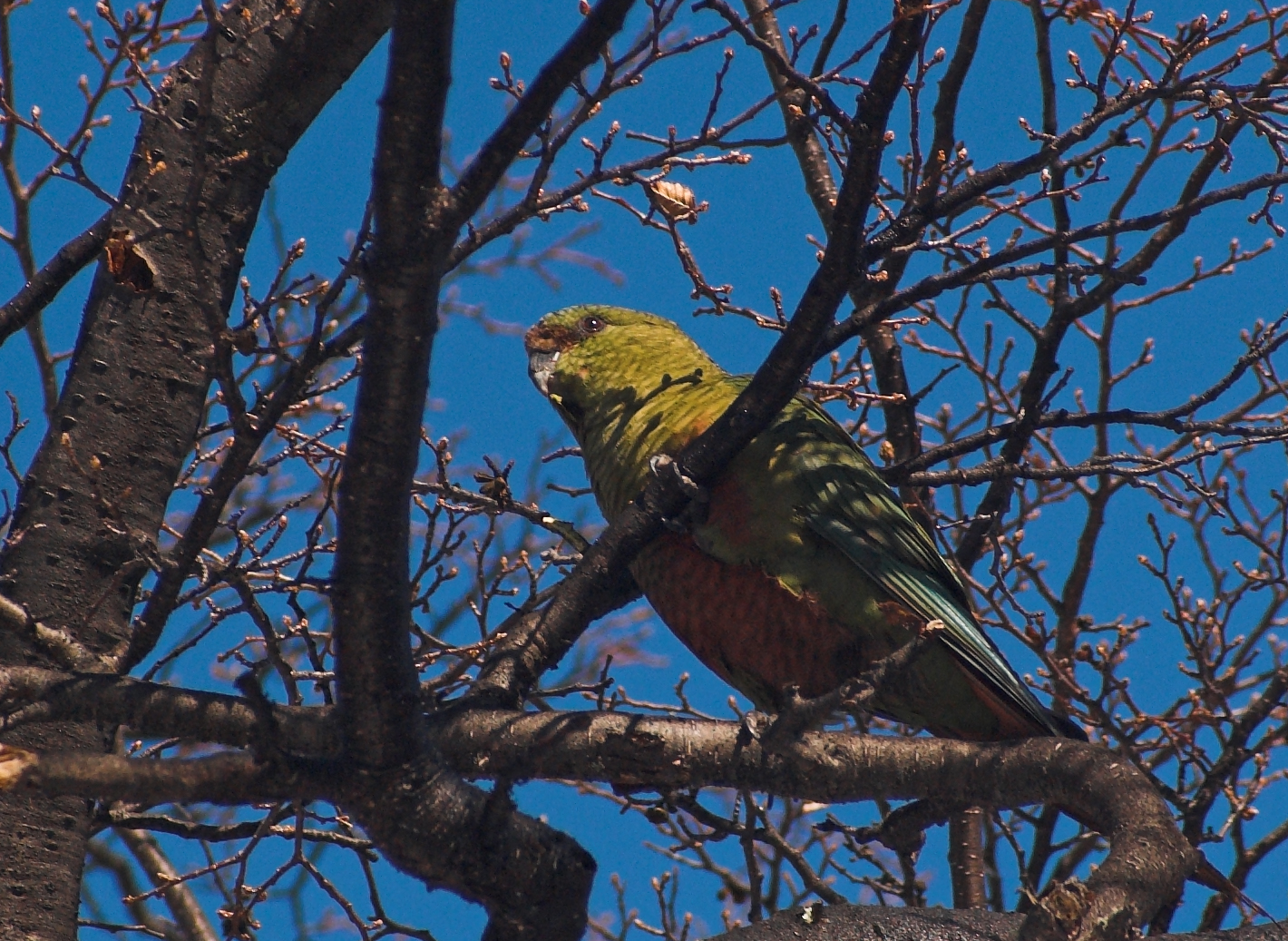
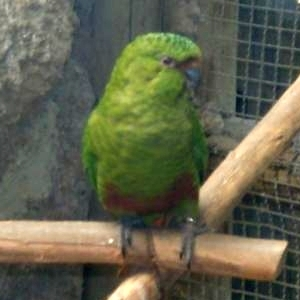
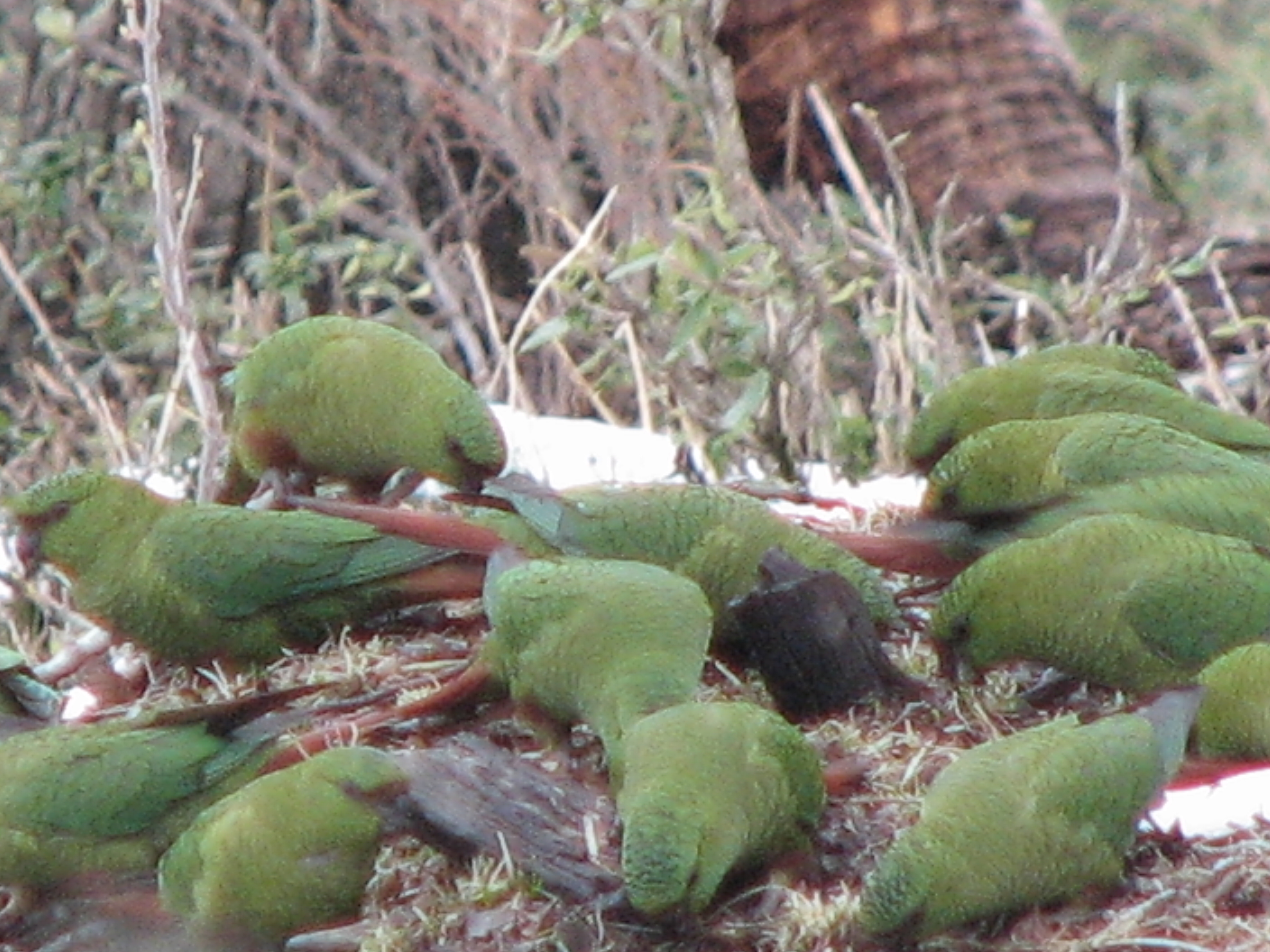